# 제3세대 우뢰매 6
제3세대 우뢰매 6은 서울동화프로덕션에서 제작된 SF 액션영화이다. 감독은 김청기이다. 1989년 7월 20일에 개봉되었다. 그 동안 우뢰매 주연으로 출연했던 심형래가 사정으로 불참하고 신인 개그맨이었던 한정호가 심형래를 대신하여 에스퍼맨으로 출연하였다.

## 스토리
지구에 떨어진 운석엔 신비의 에너지와 빛이 있다. 이런 사실을 안 알몬은 두뇌가 우수한 모스 박사의 힘을 빌어 지하제국을 통치하기에 이르고 지저인을 종으로 삼는다. 알몬은 우뢰매를 움직여 은하계를 정복, 황제가 되려는 꿈을 갖는다. 알몬은 공룡의 모습을 닮은 로보트를 만들어 지상 정복 길에 나서고 에스퍼맨과 테일리 우뢰매로 그들과 접전을 벌이나 고도의 과학으로 만들어진 공룡로보트 앞에 무릎을 꿇고 말지만 신비의 파란 돌의 광채가 광자 우뢰매와 합성, 신기하게도 로보트를 움직이게 된다. 에스퍼맨과 테일리의 손에 제3세대 우뢰매가 들어오자 알몬이 꿈꾸던 은하계정복의 야욕은 종말을 맞게 되고 지저세계는 평화를 다시 맞게 된다. 
*. 내용출처 : 네이버영화

## 상영 정보
- 극장개봉 : 1989년 7월 20일
- 비디오출시 : 1990년 3월 20일 (VHS, 백록비디오프로덕션)

## 등장인물

### 주인공
- 에스퍼맨(장길) : 한정호 (성우 : 김환진)

엄 박사의 양아들. 뉴머신 우뢰매를 불러다 결국 공룡 로보트의 의해 당할 뻔했다. 알몬의 의해 공격한다. 원래 심형래가 출연하려고 했으나 개인사정으로 인하여 불참하면서 신인 개그맨이었던 한정호가 에스퍼맨을 대신 맡았다. 따라서 형래라는 주인공 이름 또한 장길로 변경되었다.
- 데일리 : 김종아 (성우: 전기병)

에스퍼맨을 도와 지구를 지키는 히로인이다. 그 후 하이델의 의해 공룡로보트에게 납치했다. 알몬 기지에서 장길에게 구출한다.

### 장길 주변 인물
- 엄 박사 : 엄용수

형래의 양부. 그러나 연구실에 연구 도중, 화약을 만들다 결국 폭발한다.
- 김 여사 : 문정숙

엄 박사의 아내. 장길을 친자식처럼 아껴주고 안타까워한다.
- 엄보미 : 김보나라

엄 박사의 딸. 차돌의 누나.
- 엄차돌 : 이영호

엄 박사의 아들. 보미의 남동생. 그러나 알몬에 의해 납치되었다.

### 지저세계 인물
- 알몬 : 안대욱 (성우: 이근욱)

강력한 힘으로 지저세계를 장학하는 인물이다. 생물을 살성을 하지 않는 지저인들의 약점을 이용해, 쉽사리 지저세계의 전권을 장악해 버린다. 전설의 로봇을 움직일 수 있는 신비의 파란돌을 차지하기 위해 노력한다. 그러나 지상의 에스퍼맨의 습격을 받게된다.
- 모스 박사 : 장팔

알몬 제국의 과학자. 알몬에게 신비의 파란돌에 대한 비밀을 연구하는 임무를 맡았다. 자신의 욕심으로 파란돌은 훔치다 알몬에게 죽음을 당한다.
- 하이델 (목소리) : 유제상

알몬의 행동이장이자 개조인간. 파란돌 탈취를 위해 선봉적으로 로봇들을 지휘하며 알몬제국 로봇들을 총지휘하는 인물이다. 뉴머신 우뢰매와의 결투에서 직접 표범로봇을 조종하는 점을 보면 메카닉 파일럿의 기능도 갖추고 있다.
- 알몬 제국의 로봇들

지저세계를 점령한 알몬의 로봇 병사들이다. 에스퍼맨과 데일리의 염력이 통하지 않는 강력한 메카닉병사. 역대 등장했던 졸개류중에 가장 확실한 활약을 펼치지만 새롭게 추가된 파워슈트에는 간단히 당하고 만다.
- 하독(사라공주) : 진희성 (성우: 유명숙)

지저세계의 공주. 신비의 파란돌을 가지고 알몬에게 평화협상을 하지만 괴욕을 부리는 알몬에게서 탈출하여, 지상의 세계로 도움을 요청하러 나온다. 하독이라는 노인의 모습으로 변장하여 강력한 초능력을 발휘할 수 있다.
- 지저세계의 왕 (목소리) : 문영래

사라 공주의 부친. 사악한 알몬에 감금되어 있지만 지저세계인의 정신적 역할을 해주는 인물이다. 기계의 알몬을 염력으로 쓰러트릴만한 초능력을 갖고 있다.
- 지저세계의 부하

지저세계의 살고 있는 부하들. 살생을 하지 않는 법칙을 가지고 있지만 선량하게 살고 있었다. 그 후 사악한 알몬의 의해 지배당한다.

### 그 외 인물
- 삼삼이 : 조금산

보미를 좋아하며, 구애를 하곤하지만, 마음은 딴데 있는듯하다. 역시 이 인물도 에스퍼맨 변신시 방해꾼역할을 톡톡히 한다.

## 제작진
- 감독·제작: 김청기
- 기획: 김춘범
- 각본: 채동근
- 촬영감독: 정운교
- 촬영: 이석현, 신현중
- 조명감독: 손영철
- 조명: 이상율, 이정호, 양권모, 민덕기
- 음악: 남우영
- 미술: 조융삼
- 분장: 한혜정
- 편집: 박순덕
- 스틸: 양기주
- 의상: 짚신 의상실
- 녹음: 김병수, 이성근
- 효과: 양대호
- 현상: 영화진흥공사
- 색보정: 김승호
- 특수애니메이션: 윤충국
- 선화: 장혜련
- 채화: 박춘옥, 김미례
- 무술감독: 안대욱
- 특수효과: 정도안
- 미니츄어: 김연옥
- 조감독: 임종호
- 기록: 권왕례
- 제작부장: 최창돈, 양근복
- 진행: 김석, 송만석
- 무술팀: 한명호, 전봉연, 최원석, 이삼락, 유창국, 노광희, 김명석

## 협찬
- 어린이회관(과학관), (주)코렉스자전거, 신흥상사, 서울동화과학, 대호실업

## 메카닉

### 뉴머신 우뢰매
- 무장 1 : 스매쉬 미사일
- 무장 2 : 눈에서 광선이 나간다.
- 무장 3 : 머리 위에서 광선이 나간다.
- 무장 4 : 전작에서도 활약한 불의 우뢰매. 6탄에서도 광자 우뢰매라 불리게 된다.

### 제3세대 우뢰매
- 무장 1 : 광자포
- 무장 2 : 광자 파일 방패
- 무장 3 : 눈에서 광선이 나간다.
- 무장 4 : 광선봉. 봉처럼 휘두르기도 하고 앞에서 광선이 나가며, 광선검처럼 찌르기도 한다.
- 무장 5 : 머리 위에서 광선이 나간다.
- 무장 6 : 가슴에서 광선이 나간다.
- 무장 7 : 손가락에서 광선이 나간다.
- 무장 8 : 랜딩부스터기. 등에서 분리되며 데일리가 조종한다. 무장으로는 양쪽에 2문의 광선포가 있다.

### 알몬 기지
지상을 공격한 공룡 로보트
- 무장 1 : 머리 위에서 광선이 나간다.
- 무장 2 : 입에서 광선이 나간다.

지저 세계의 공룡 로보트
- 무장 : 입이며 눈에서 광선이 나간다.

### 전갈 로보트
모스 박사가 부서진 뉴머신 우뢰매에 접근할 때 타고 왔다.
티라노사우루스
- 무장 1 : 광선포
- 무장 2 : 입에서 광선이 나간다.

## 그 외 무기

### 파워 슈트
전자입자와 광섬유로 이루어진 옷이며, 강력한 힘을 발휘하나 5분간만 효력이 발생한다는 치명적인 약점이다. 그 후엔 24시간의 광충전을 필요를 한다. 빨간색에 에스퍼맨, 파란색은 데일리다.

### 알몬
- 무장 1 : 눈에서 광선이 나간다.
- 무장 2 : 손에서 광선이 나간다.

## 같이 보기
- 우뢰매 시리즈